# Gottlieb Piltz (apotekare)
Jakob Christian Gottlieb Piltz, född 15 april 1837 i Lund, död 12 maj 1894 i Stockholm, var en svensk apotekare.
Gottlieb Piltz var son till handlaren August Edvard Piltz, vars far inflyttat från Dresden. Han blev apotekselev 1850 och avlade apotekarexamen 1859. Efter anställning vid apoteket Upplands vapen i Uppsala 1859–1865 innehade han detsamma 1865–1873, från 1868 under namnet Apoteket Lejonet. År 1874 köpte han instruktionsapoteket Nordstjärnan i Stockholm, varutöver han från 1875 var examinator i apotekarexamen. På grund av sjuklighet var han tjänstledig från 1892. För tillverkning av mineralvatten anlade Piltz invid apoteket en fabrik, som han mycket utvidgade och moderniserade. Den övertogs efter hans död av det då nybildade AB Nordstjernans mineralvattenfabrik. Piltz grundade även en med apoteket förenad droghandel. Han blev bland annat ledamot av Apotekarsocietetens direktion 1875 och styrelsen för Farmaceutiska institutet 1878, uppdrag han innehade till 1892. Han invaldes 1875 i Svenska Läkaresällskapet. Piltz är begravd på Norra begravningsplatsen utanför Stockholm.